# Erebíneos
Erebinae é uma subfamília de mariposas ("bruxas")  Lepidoptera da família Erebidae, sendo a mais bem conhecida do grupo. Extremamente diversa, contendo cerca de 10000 espécies, conta no Brasil com 399 espécies catalogadas pertencentes a 137 gêneros. Geralmente, são mariposas de médio a grande porte (i.e. de 7 a 30 cm de envergadura), chegando no recorde da bruxa Thysania agrippina.
Uma particularidade das mariposas desta subfamília é o contraste típico entre o padrão de coloração das asas traseiras com as dianteiras, onde as dianteiras são tipicamente escuras e de camuflagem enquanto que as traseiras apresentam desenhos e cores vívidas, por vezes mimetizando olhos de pássaros. Na literatura infanto-juvenil, uma mariposa deste tipo era a personagem principal em um conto de mistério.
As lagartas de algumas espécies de Erebinae são consideradas pragas relevantes de plantações e de diversas culturas, desde gramíneas a leguminosas, a exemplo de pistache, cana, arroz.